# Namundra brandberg
Pour les articles homonymes, voir Brandberg.
Espèce
Namundra brandberg est une espèce d'araignées aranéomorphes de la famille des Prodidomidae.

## Distribution
Cette espèce est endémique de la région d'Erongo en Namibie,. Elle se rencontre entre 620 et 700 m d'altitude dans le massif du Brandberg.

## Description
La femelle holotype mesure 4,45 mm.

## Étymologie
Son nom d'espèce lui a été donné en référence au lieu de sa découverte, le massif du Brandberg.

## Publication originale
- Platnick & Bird, 2007 : « On the first African spiders of the subfamily Molycriinae (Araneae, Prodidomidae). » American Museum novitates, no 3552, p. 1-8 (texte intégral).